# Тлебаев, Шинтас
Шинта́с Тлеба́ев (1901, село Кенестобе, Аулиеатинский уезд, Сырдарьинская область, Российская империя — 1979, Джамбулская область, Казахская ССР) — заведующий коневодством колхоза «Кенес-Тюбе» Таласского района Джамбулской области, Казахская ССР. Герой Социалистического Труда (1948).

## Биография
Происходит из рода Шымыр племени дулат. Родился в 1901 году в семье потомственного скотовода в ауле Кенестобе Аулиеатинского уезда (сегодня — Таласский район). С раннего возраста трудился в сельском хозяйстве. В 1930 году вступил в сельскохозяйственную артель «Кенес-Тобе» (позднее — колхоз «Кенес-Тобе», колхоз «Кзыл-Октябрь») Таласского района. Трудился бригадиром полеводческой бригады, с 1936 года — заведующий коневодческой фермой в этом же колхозе. В 1943 году избран председателем колхоза «Майтюбе». В 1944 году возвратился в колхоз «Кенес-Тобе», где продолжил возглавлять коневодческую ферму.
В 1947 году труженики фермы под его руководством вырастили 145 жеребят от 145 кобыл. Указом Президиума Верховного Совета СССР от 23 июля 1948 года удостоен звания Героя Социалистического Труда за «получение высокой продуктивности животноводства в 1947 году» с вручением ордена Ленина и золотой медали «Серп и Молот» (№ 2483).
Этим же Указом званием Героя Социалистического Труда были награждены председатель колхоза «Кенес-Тюбе» Байгельда Кейкиев, заведующие фермами Куртибай Джанбосынов, Науат Егембердиева, старшие табунщики Нуртай Бейсалиев, Тастемир Дауренбеков и старший чабан Рыскулбек Тургимбаев. 
После выхода на пенсию проживал в Джамбулской области (предположительно в селе Ерназар Жамбылского района, где одна из улиц названа именем Шынтаса Тилебаева). Дата смерти не установлена.